# Andy Ogles
William Andrew Ogles IV, detto Andy (Nashville, 18 giugno 1971), è un politico statunitense, membro della Camera dei Rappresentanti per lo stato del Tennessee dal 2023.

## Biografia
Nato a Nashville, Ogles si laureò in scienze politiche. Lavorò nel settore della ristorazione e nel settore immobiliare, per poi divenire direttore operativo di un'organizzazione non profit che si occupava di combattere la tratta di esseri umani.
Entrato in politica con il Partito Repubblicano, nel 2002 si candidò infruttuosamente alla Camera dei Rappresentanti, venendo sconfitto nelle primarie. Stessa sorte ebbe la sua candidatura al Senato del Tennessee del 2006. Nel 2013 divenne direttore della sezione del Tennessee dell'associazione conservatrice Americans for Prosperity.
Nel 2018, dopo essere stato menzionato tra i possibili contendenti per la carica di governatore del Tennessee, fu eletto sindaco della Contea di Maury, sconfiggendo il sindaco uscente. Nel corso del suo mandato, protestò apertamente contro il governatore Bill Lee per non aver impedito alle strutture scolastiche di imporre l'obbligo di indossare la mascherina durante la pandemia da COVID-19, sostenendo che tali restrizioni creassero disagi ai bambini.
Candidatosi per un secondo mandato da sindaco nel 2022, fuoriuscì dalla competizione per annunciare la propria candidatura alla Camera dei Rappresentanti, in un distretto congressuale che era stato riconfigurato in modo da ricomprendere un elettorato più vicino ai repubblicani. Ogles vinse le primarie e in seguito si aggiudicò anche le elezioni generali, venendo eletto deputato. Fu inizialmente uno dei più accaniti oppositori rispetto alla nomina di Kevin McCarthy per la carica di Speaker della Camera dei rappresentanti degli Stati Uniti; dopo diversi giorni di negoziazioni interne al partito, Ogles acconsentì a votare McCarthy per presiedere l'assemblea.
Ideologicamente, Ogles è considerato un repubblicano di estrema destra: contrario all'aborto e al matrimonio tra persone dello stesso sesso, dopo l'abolizione della sentenza Roe contro Wade dichiarò che l'azione da compiere subito dopo sarebbe stata "perseguire il matrimonio gay". Sostenne la proposta di tagliare i fondi al Dipartimento dell'istruzione degli Stati Uniti d'America e negò la legittimità delle elezioni presidenziali del 2020.